# Engelsmühle (Gladbach)
Die Engelsmühle war eine Wassermühle mit einem unterschlächtigen Wasserrad am Gladbach in der Stadt Mönchengladbach.

## Geographie
Die Engelsmühle hatte  ihren Standort an der linken Seite des Gladbachs, am Engelsmühlenweg. Oberhalb hatte die Compesmühle ihren Standort. Das Gelände, auf dem das Mühlengebäude stand, hat eine Höhe von ca. 41 m über NN.

## Gewässer
Der Gladbach, (GEWKZ 28614) der auch Namensgeber der Stadt Mönchengladbach ist, war über Jahrhunderte eine wichtige Lebensader. Er versorgte die Anwohner und insgesamt acht Mühlen mit Wasser und war der Ursprung der aufblühenden Textilindustrie in Mönchengladbach. Der etwa 6,3 km lange Gladbach entsprang in Waldhausen, durchquerte die Stadtteile Pesch und Lürrip und mündete bei Uedding in die Niers. Er ist heute größtenteils verrohrt und fließt ab der Volksbadstraße auf 1.904 m als offenes Gerinne entlang der Bahnstrecke Mönchengladbach–Düsseldorf bis zur Niers. Das Einzugsgebiet des Gewässers beträgt 26,208 km2. Die Pflege und der Unterhalt des Gewässers obliegt der NEW AG.

## Geschichte
Die Engelsmühle war die letzte der acht Mühlen am Gladbach kurz vor der Mündung in die Niers am Abtshof. Sie hatte 1327 ihre urkundliche Ersterwähnung im Testament der Neuwerker Nonne Mechtildis von Helpenstein. Die ursprüngliche Ölmühle wurde unterschlächtig betrieben und gehörte der Abtei. Die Mühle trug in ihrer Zeitgeschichte auch die Namen Heintges Mühle, Kleine Mühle und auch Niederhovener Mühle. Aus dem Jahre 1833 ist bekannt, dass die Mühle auch als Getreidemühle arbeitete. Mit dem Bau der Kanalisation des Gladbachs im Jahre 1902 endete der Mühlenbetrieb.

## Galerie

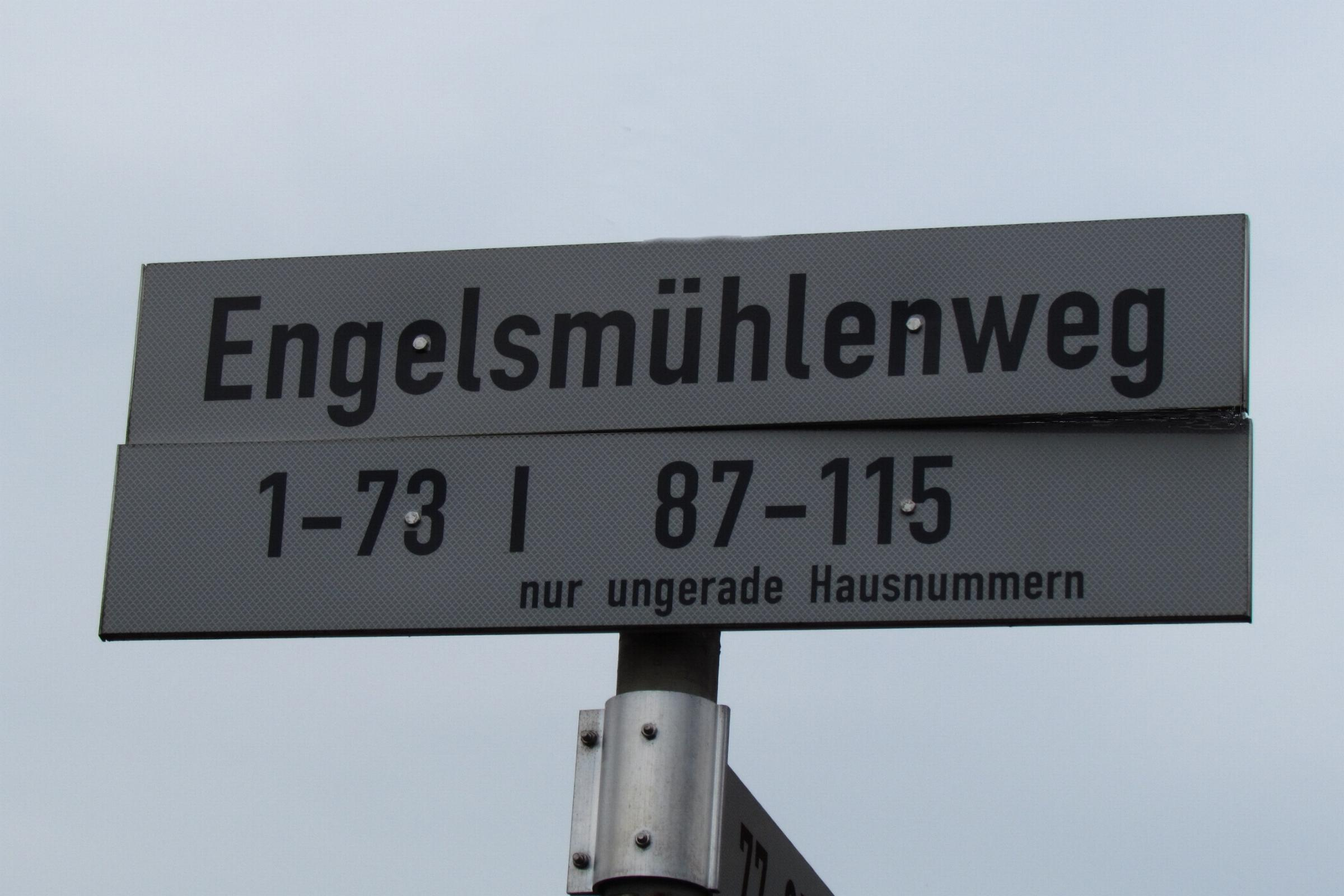
Straßenschild Engelsmühlenweg
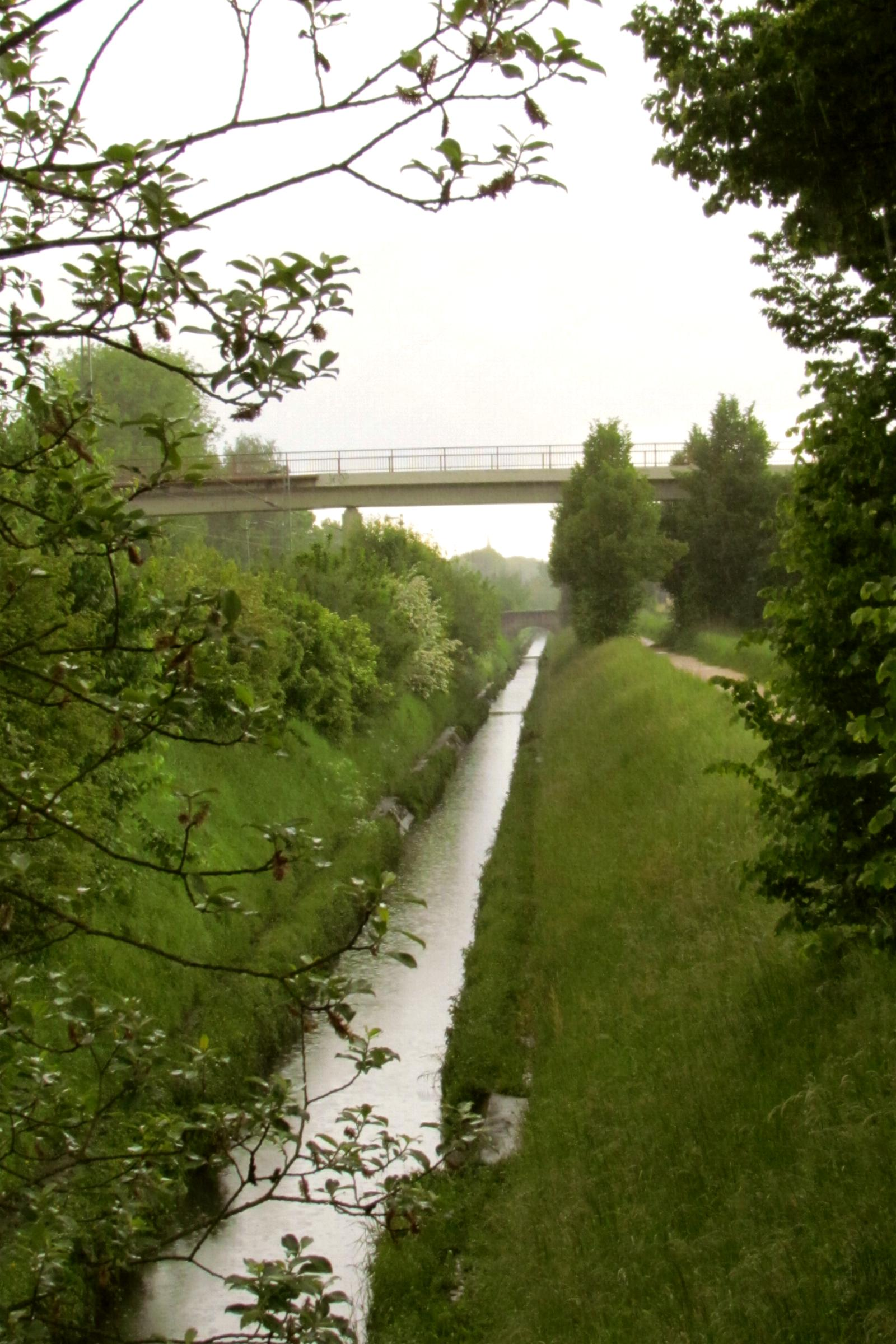
Der Gladbach als offenes Gerinne
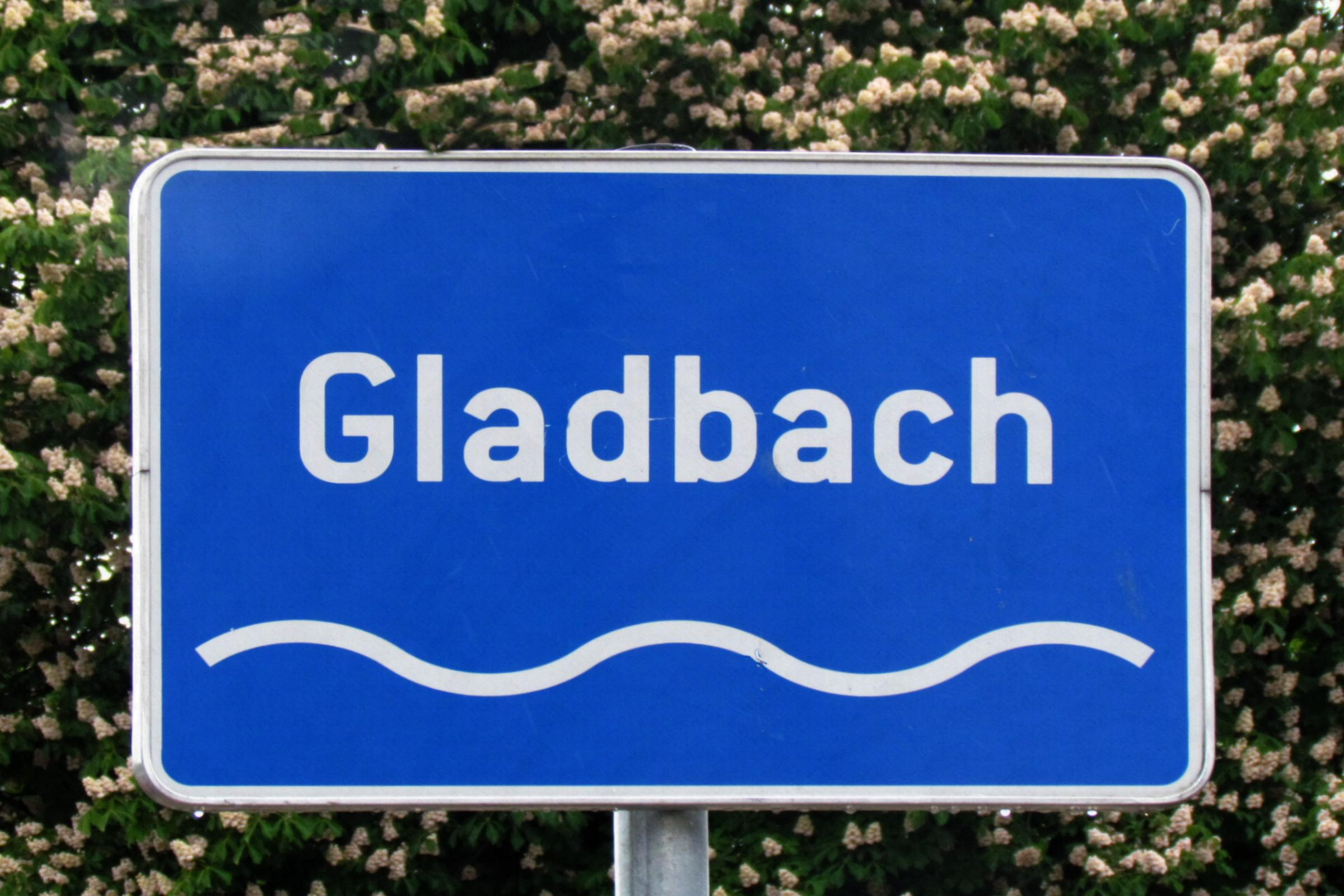
Hinweisschilder zeigen den Kanalverlauf des Gladbachs an
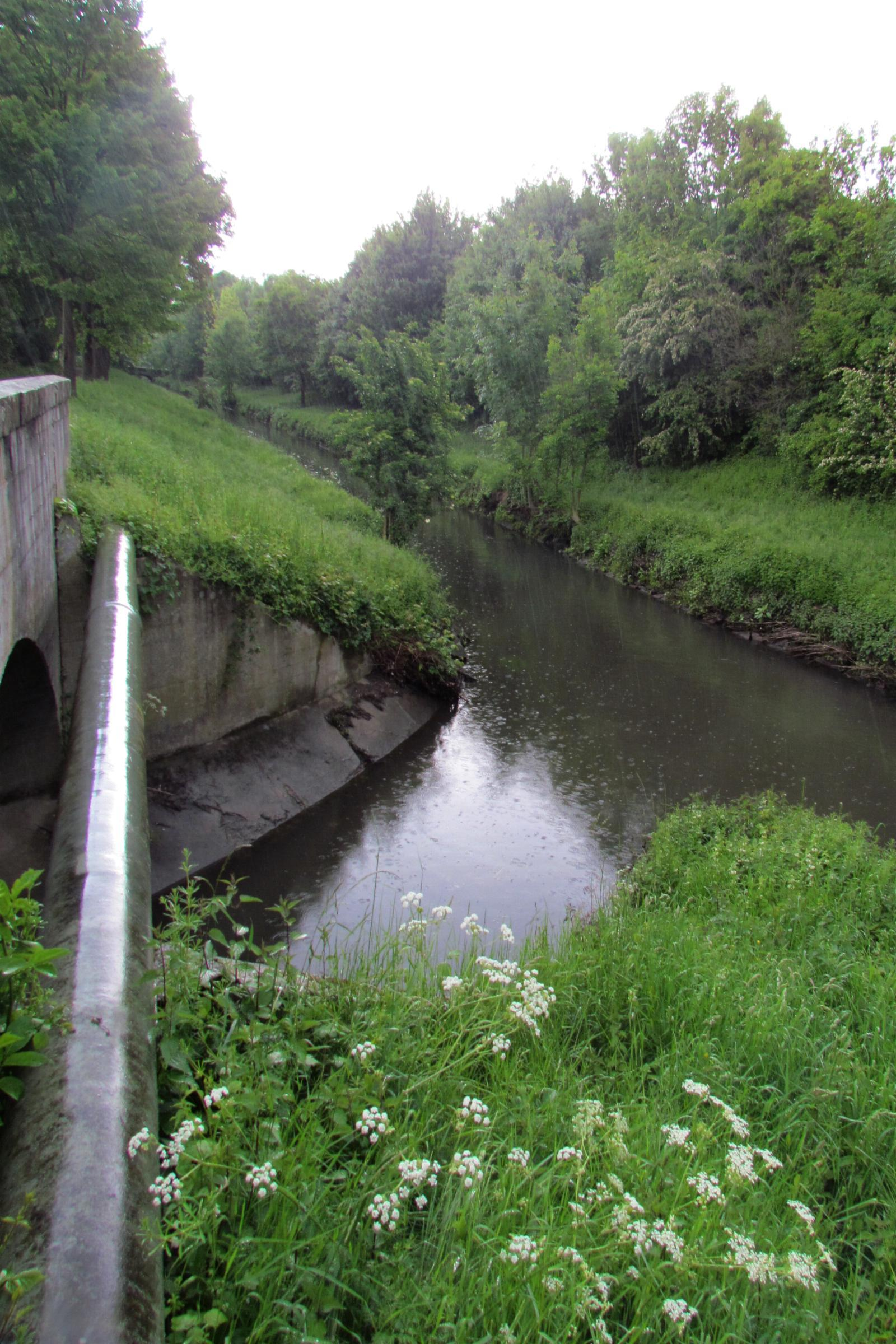
Mündung des Gladbach in die Niers